# György Bernády
György Bernády (n. 10 aprilie 1864, Beclean – d. 22 octombrie 1938, Târgu Mureș) a fost un farmacist, jurist, deputat și primar al Târgu Mureșului. Cariera sa politică a început când a devenit deputat de Târgu Mureș în Parlamentul Ungar din partea Partidului Liberal. 
Ales primar în 1902, a condus orașul în ultimii ani ai Belle Époque. Din inițiativa sa a fost construit un nou sediu pentru primărie, în prezent Palatul Administrativ, precum și Palatul Culturii, clădiri reprezentative pentru oraș, edificate în stilul secesiunii vieneze. În timpul mandatului lui a fost modernizat orașul prin crearea sistemului public de apă și energie electrică, realizarea canalizării, asfaltarea drumurilor, proiectarea celor 117 noi străzi și vinderea a 3.000 de parcele pentru construirea de noi case.
În perioada interbelică a obținut un nou mandat de primar, între anii 1926-1927, și totodată a fost ales deputat în Parlamentul României. O stradă și o școală gimnazială din Târgu Mureș, respectiv două asociații culturale din Târgu Mureș și Sovata îi poartă numele.

## Biografie

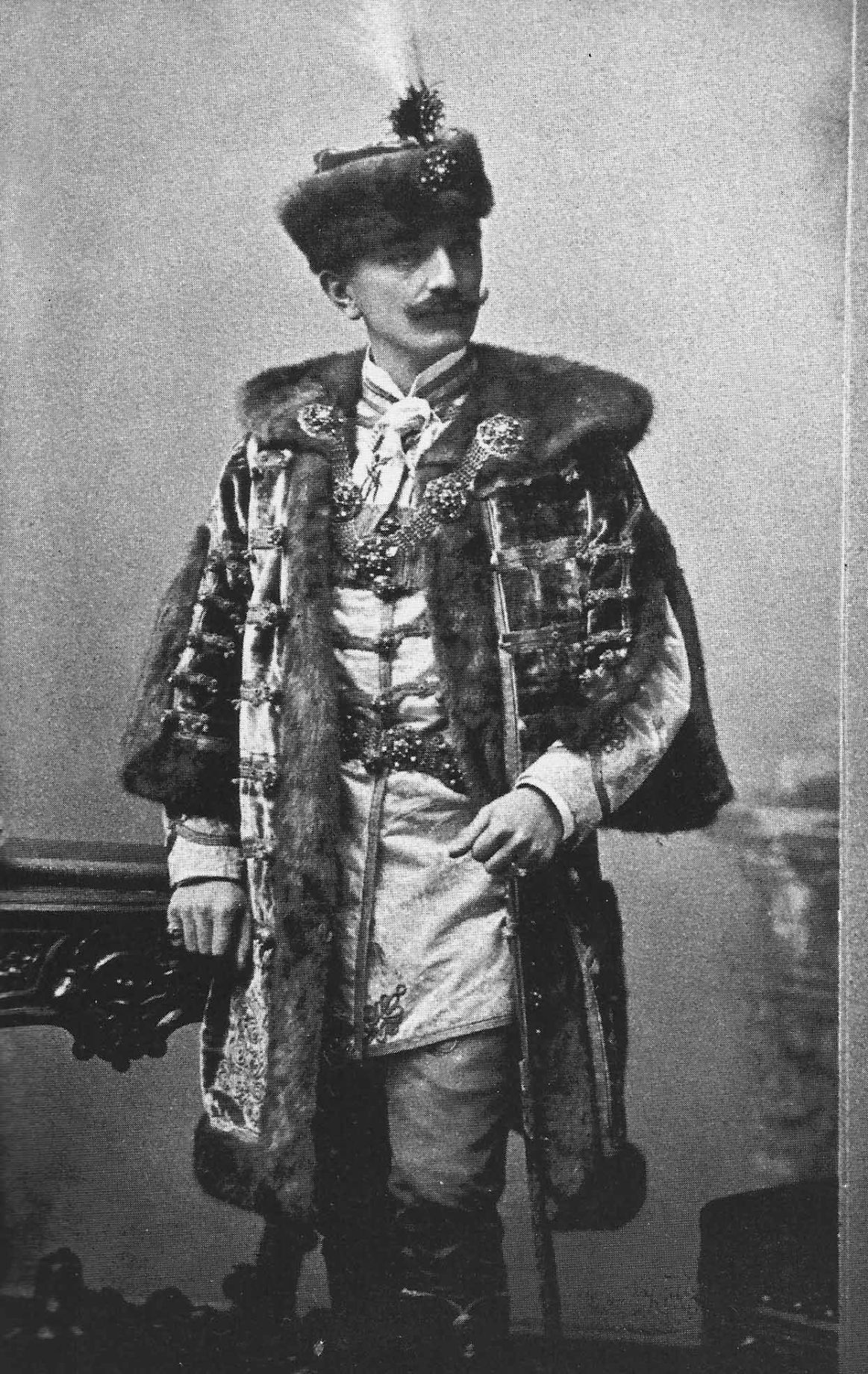
György Bernády (1910)

György Bernády s-a născut în 1864, în Beclean, dar copilăria și-a petrecut-o în Târgu Mureș. În 1878 familia Bernády a primit dreptul de cumpărare a farmaciei din centrul orașului. Tânărul Bernády a susținut examenul de bacalaureat la Colegiul Reformat din oraș și a continuat studiile la Pesta, unde a devenit doctor în farmacie, dar s-a licențiat și în științe juridice.
N-a putut să conducă mult timp farmacia familiei, deoarece în 1896 a devenit deputat de Târgu Mureș în Adunarea Națională din Budapesta, iar în 1902 a devenit primarul orașului Târgu Mureș și a ocupat această funcție până în 1913.
În 1926 a fost deputat de Mureș în Parlamentul României din partea Partidului Național Maghiar din România. Din 1926 până în 1929 a fost din nou primarul Târgu Mureșului fiind ales și parlamentar. A murit în 1938 și a fost înmormântat în cimitirul reformat din Târgu Mureș.
Bernády György a fost căsătorit de patru ori.

## Realizări
În mandatul lui Bernády orașul s-a dezvoltat neîntârziat. Schimbările au început cu demolarea sediului vechii primării, dar peste puțin timp primarul a hotărât modernizarea centrului: dezvoltarea distribuției și furnizării energiei electrice, precum și construirea unui sistem de alimentare cu apă și canalizare. În 1904 s-a construit fabrica de cărămidă pentru a putea face față noilor provocări în ceea ce privește șantierele, dar totodată s-a modernizat abatorul, s-a asfaltat 117 de străzi, s-a amenajat alei, parcuri și piețe.
Tot în această perioada sistemul educațional din localitate a fost modernizat. S-au construit în totalitate cinci noi școli primare, dintre care cea din fosta stradă Sándor János (azi strada Gheorghe Doja) din 2013 poartă numele primarului (Școala Gimnazială Dr. Bernády György), în mandatul căruia a fost construită. S-au înființat Școala Superioară de Administrație (azi Palatul Sindicatelor), Școala Superioară de Comerț (azi Facultatea de Inginerie), Școala Superioară de Fete (azi Colegiul Național Al. Papiu Ilarian), iar pentru Colegiul Reformat și Liceul Romano-Catolic au fost construite noi clădiri cu săli de sport. Gimnaziul Militar Cezaro-Crăiesc a fost mutat din Kismarton la Târgu Mureș datorită primarului care s-a angajat să cumpere teren pentru construcția clădirilor ce a avut loc  între anii 1906-1907.
Totodată, în mandatul lui Bernády au fost construite sedii pentru instituțiile de stat vechi și noi înființate între care se numără Serviciul de Gospodărie Comunală, Camera de Industrie și Comerț, Casa de Copii (azi Clinica de Pneumologie) și Palatul Pensionarilor. Datorită colaborării cu arhitecții șefi ale orașului liber regesc, chiar și ateliere pentru micii meseriași, rezervoarele de apă, stația de pompare, uzina electrică au fost construite în stilul secesiunii pentru care se află pe lista monumentelor istorice.

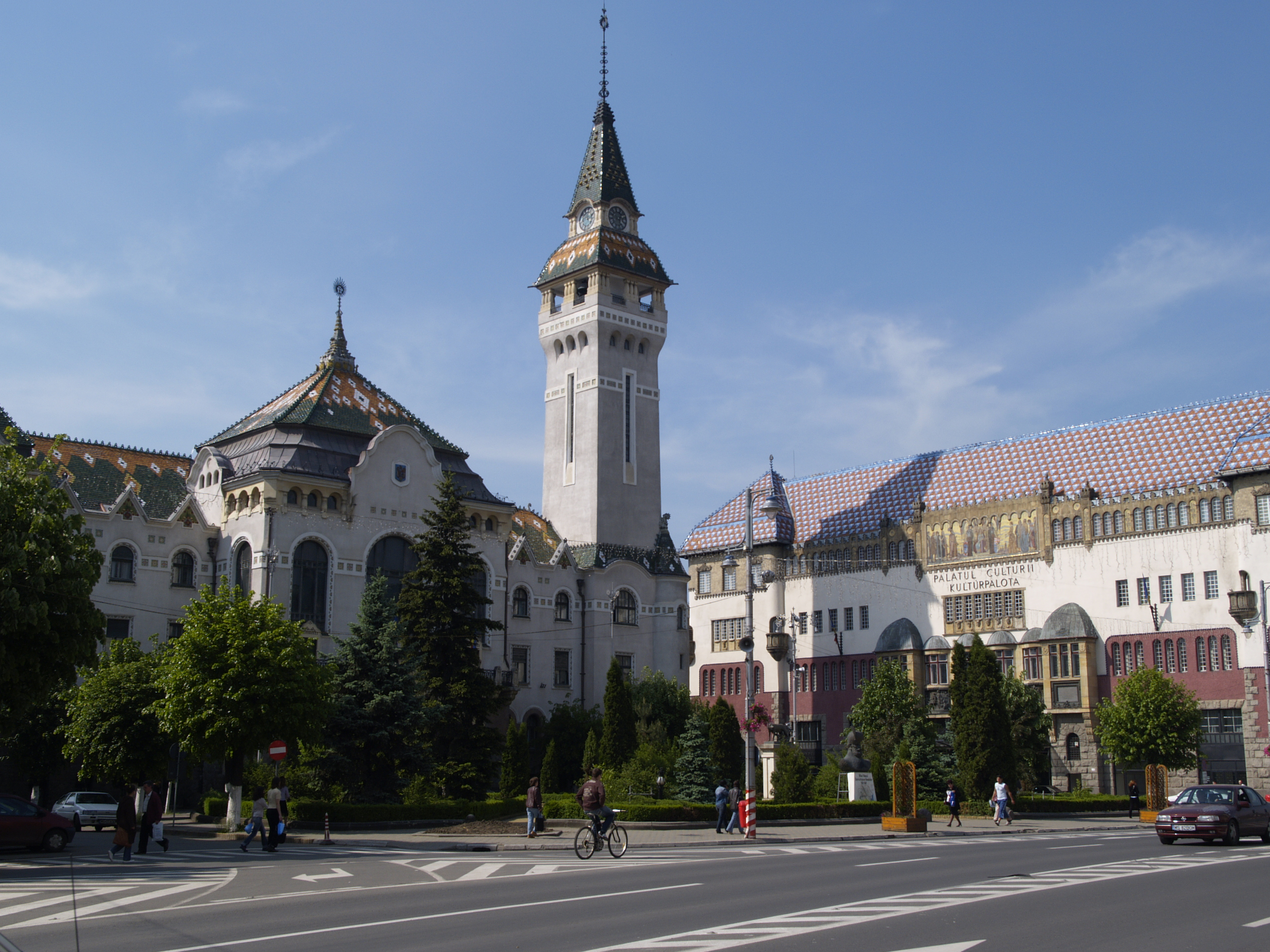
Primăria și Palatul Culturii
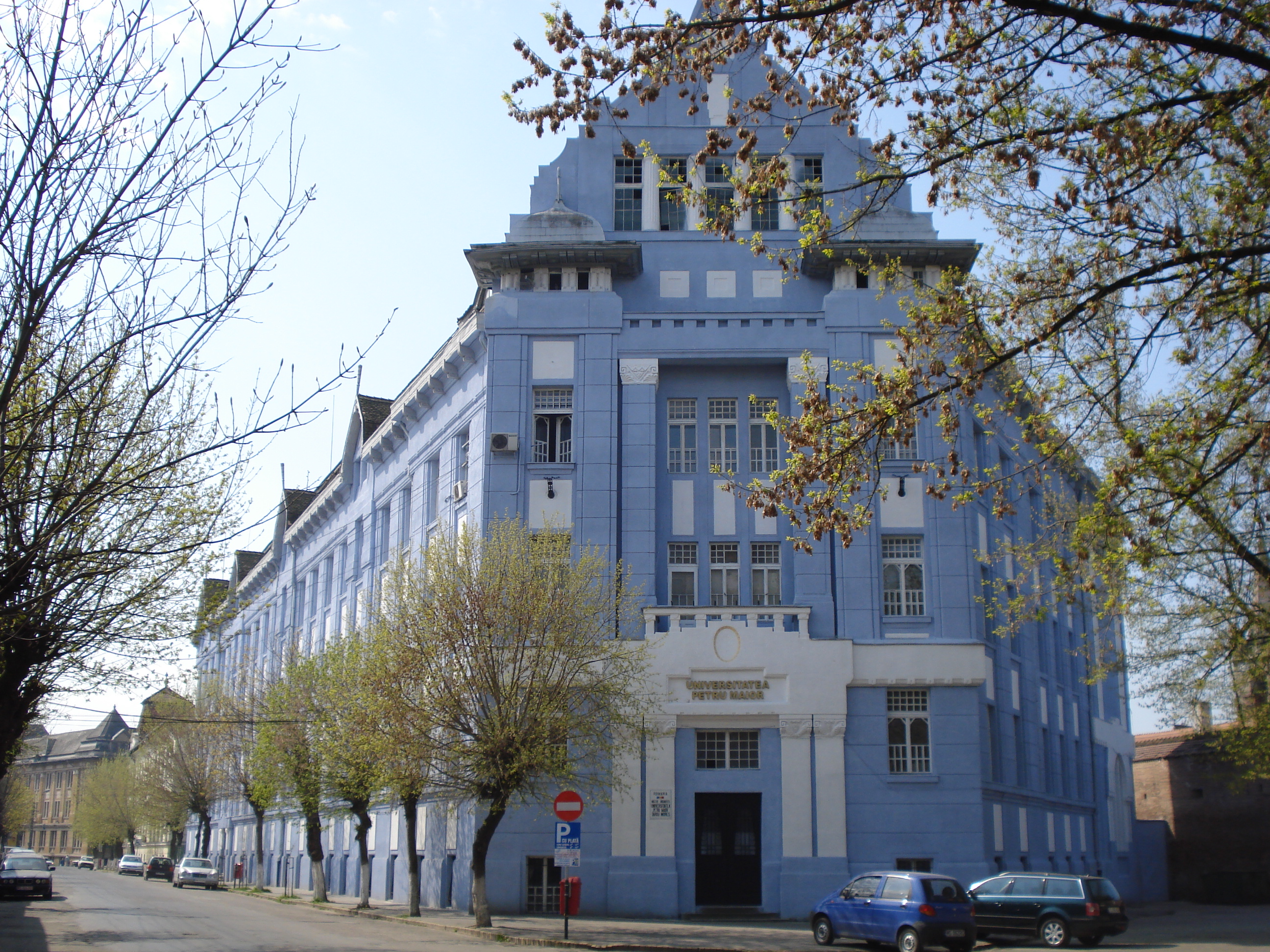
Școala Superioară de Comerț
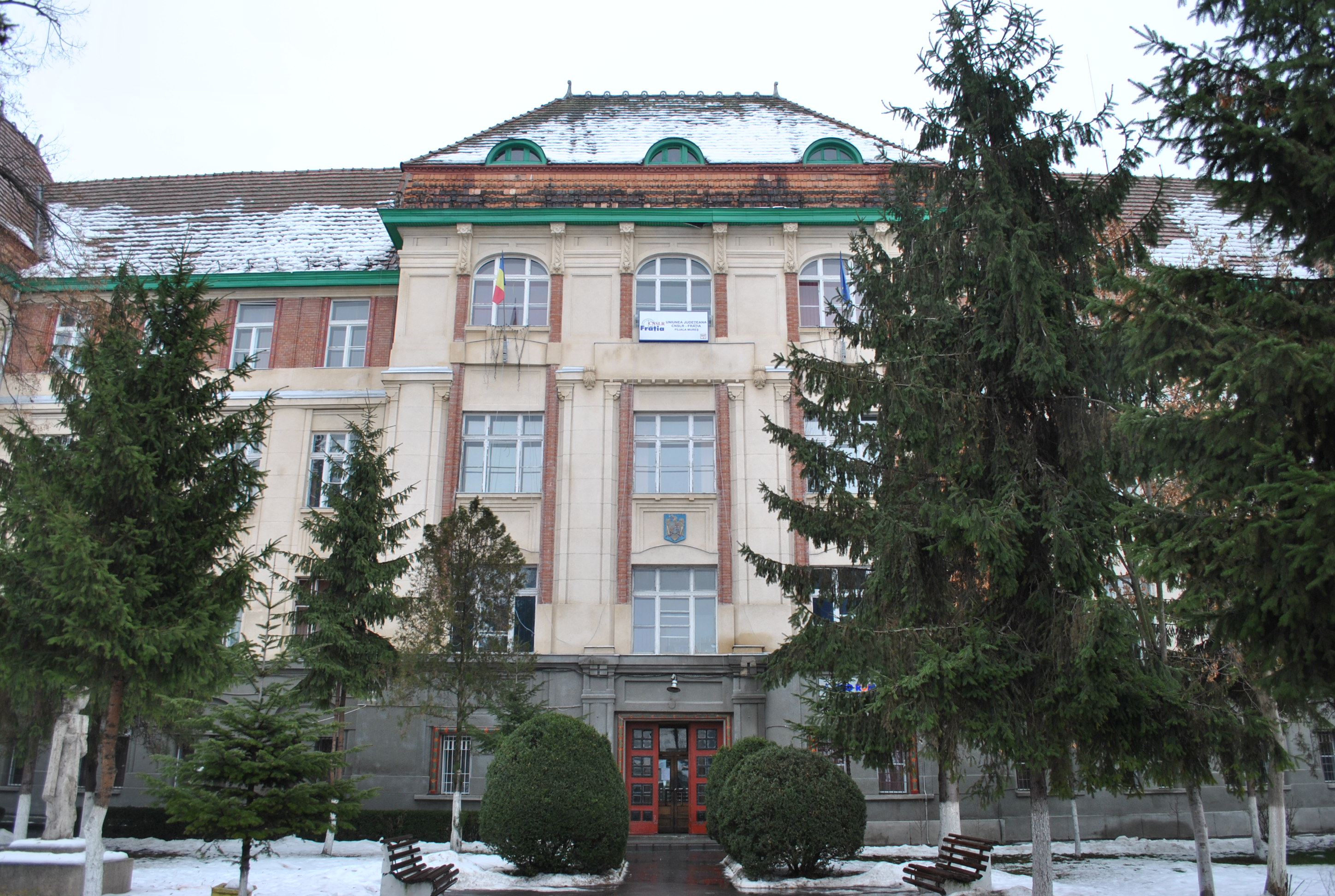
Școala Superioară de Administrație
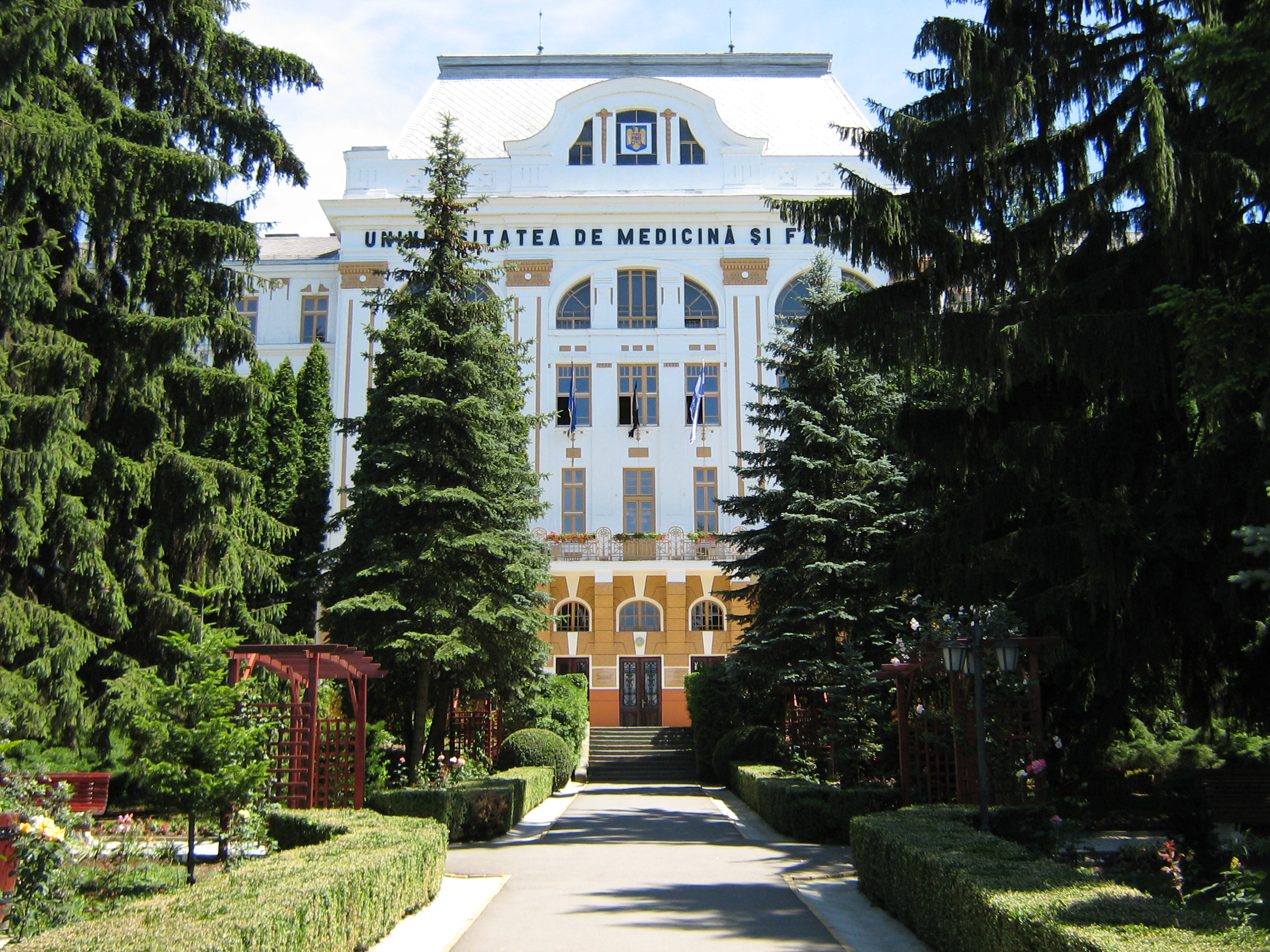
Gimnaziul Militar
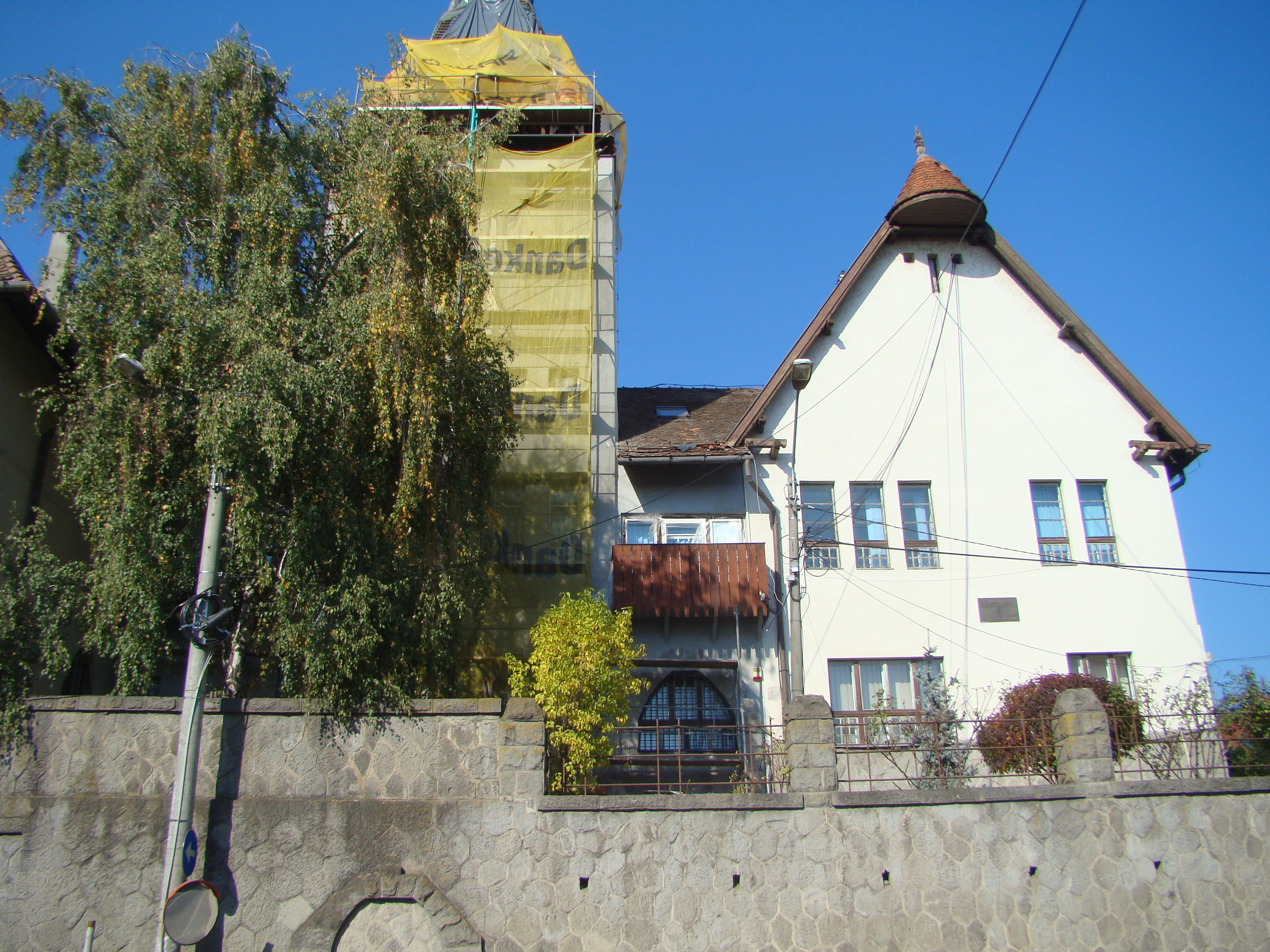
Întreprinderile comunale
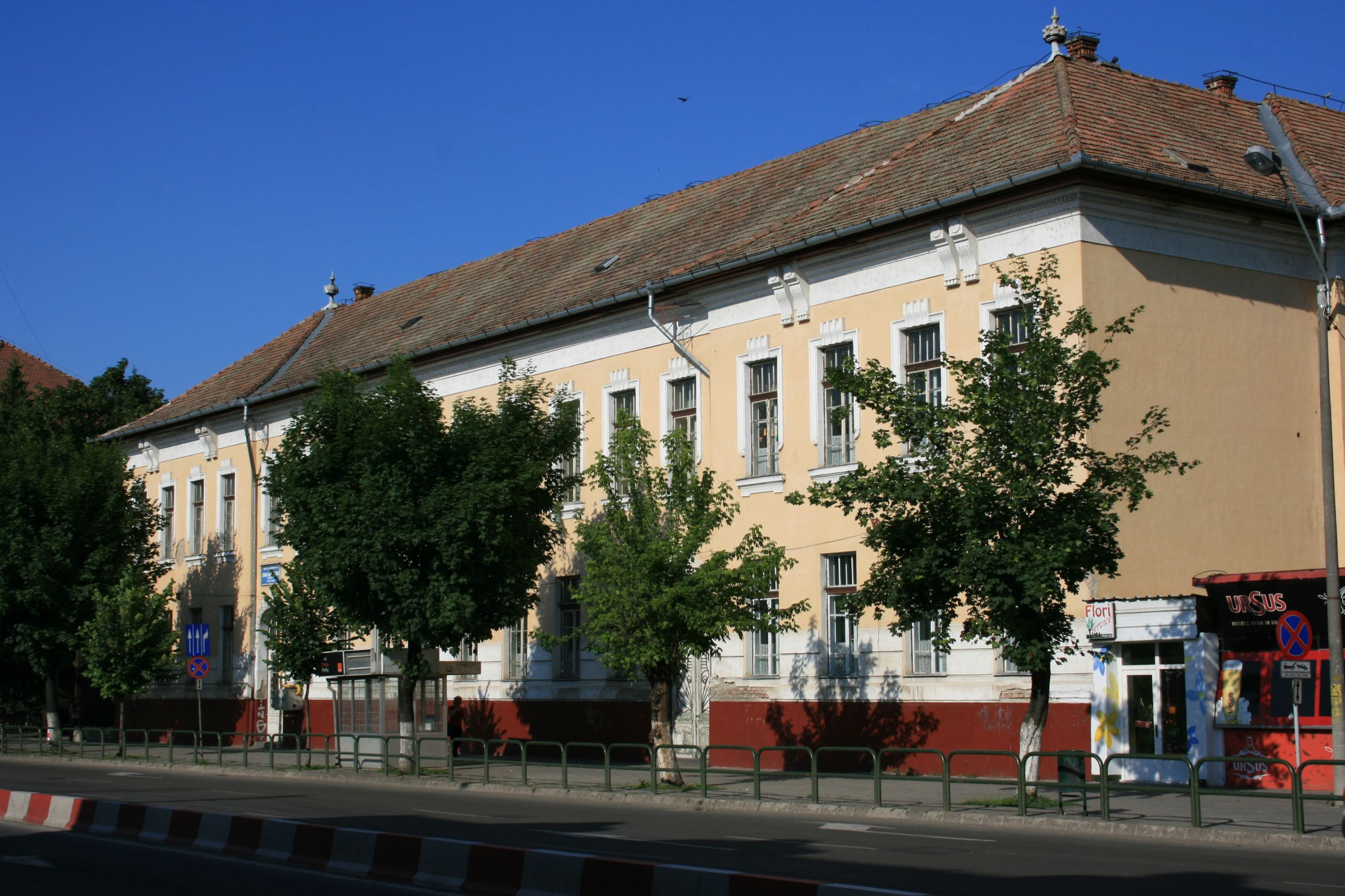
Școala Primară Nr. 1
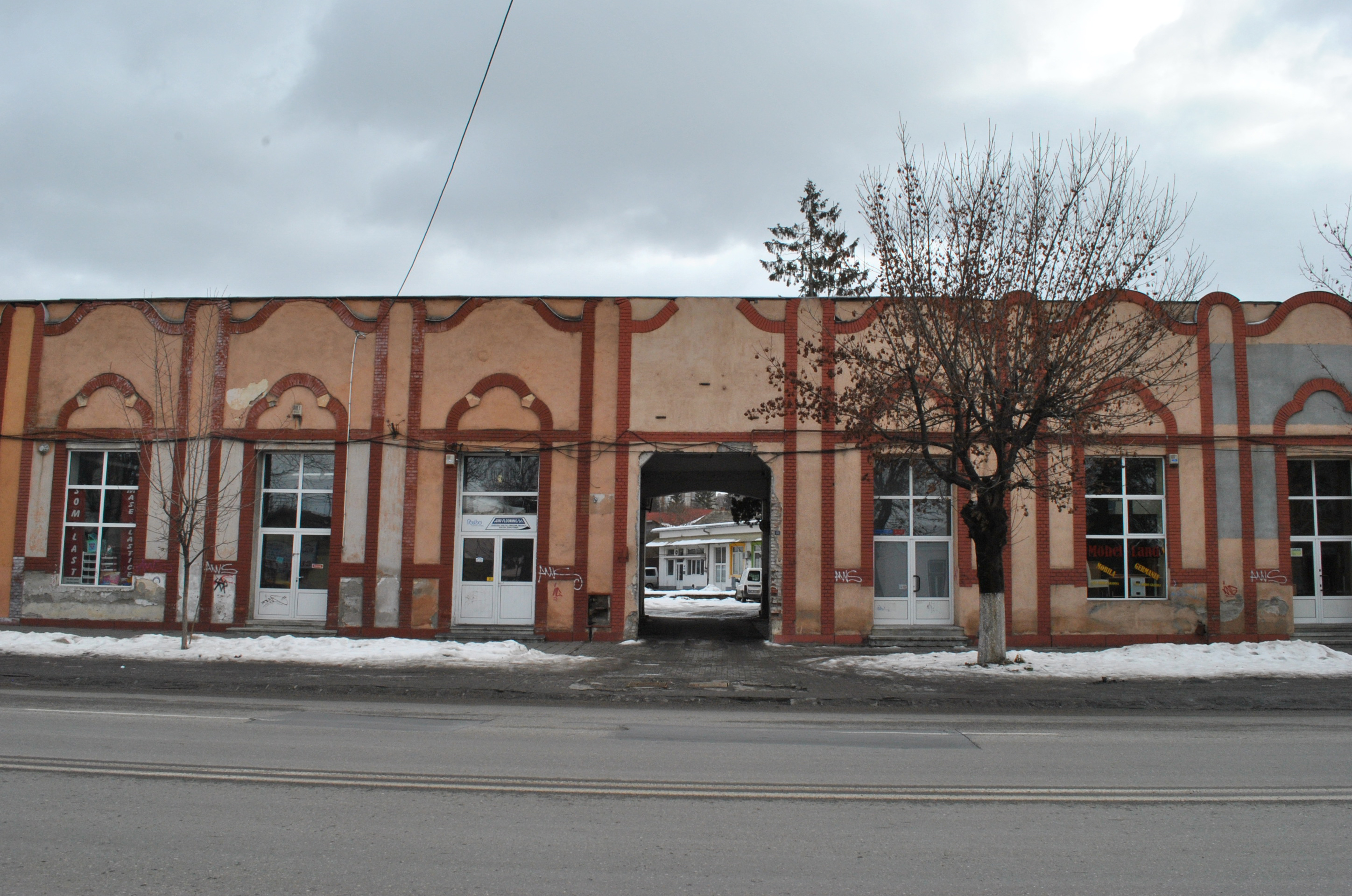
Ateliere pentru micii meseriași

## Amintirea

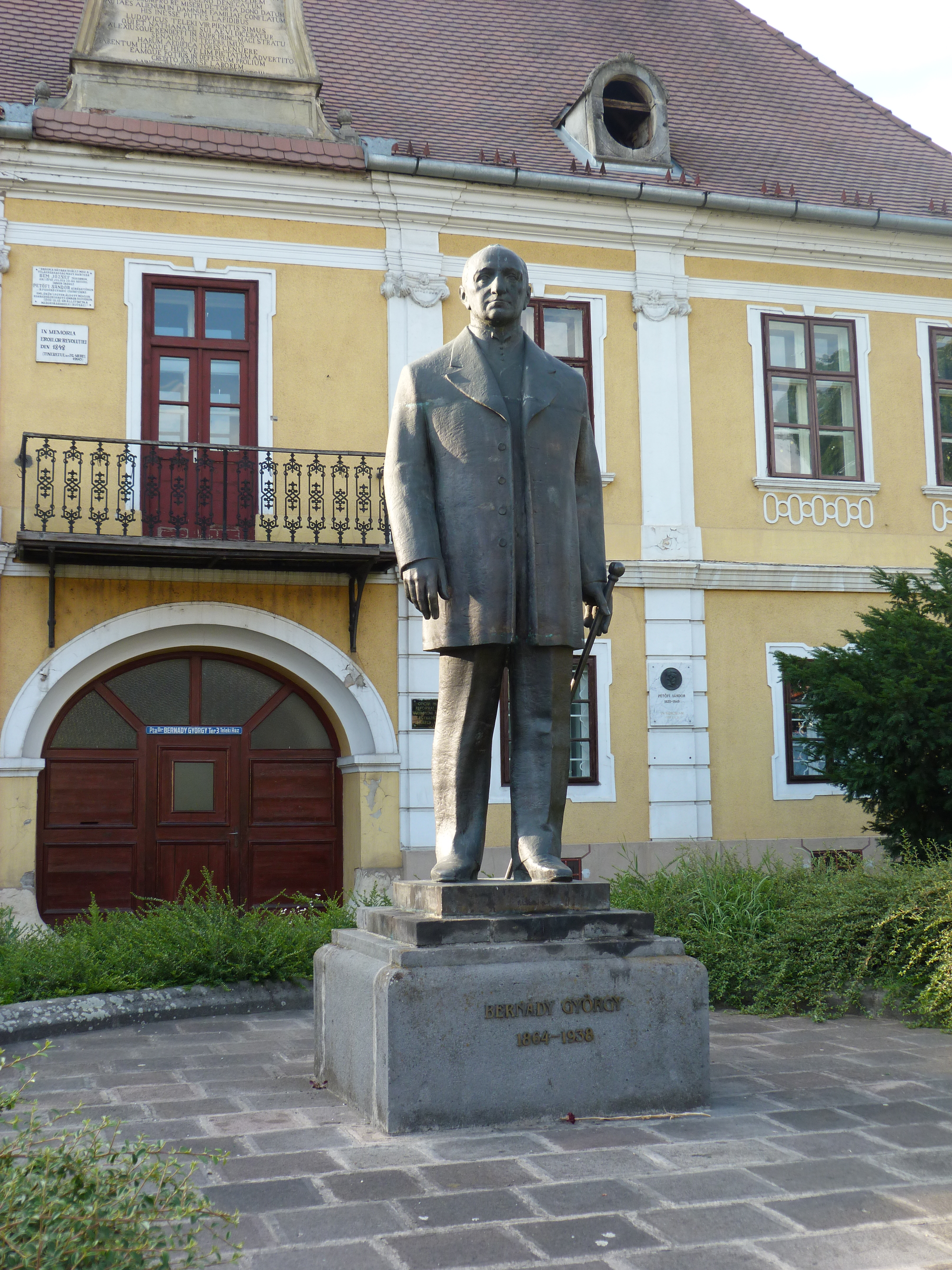
Statuia lui György Bernády

Cultul primarului târgumureșean trăia vie în rândul cetățenilor urbei, deoarece personalitatea sa a devenit simbolul urbanizării localității datorită realizărilor de volum mare din perioada primului său mandat. În 1948 Piața Kálvin din centru a fost redenumită și a primit numele de Piața Bernády György.
Ideea înălțării la Târgu Mureș a unei statui a lui György Bernády datează din 1990. Concursul de proiectare a fost câștigat de Vince Bocskai, iar turnarea a fost realizată în atelierul lui József Balogh. În data de 29 octombrie 1994 în cadru festiv statuia a fost dezvelit de către primarul Győző Nagy în fața mulțimii adunate pe Piața Bernády György. În cadrul evenimentului au ținut discursuri László Borbély, Barna Marosi, Cornel Moraru și András Sütő.
Totodată, primarul Bernády are mai multe reliefuri amplasate în municipiul Târgu Mureș: operele lui Pál Péter pe clădirea Fundației Bernády din strada Horea (1996), László Hunyadi-Levente Kiss pe clădirea din strada Revoluției, nr. 31 (1999), Sándor Kolozsvári Puskás în holul Prefecturii (2002), lui Levente Kiss în Amfiteatrul Bernády din Liceul Teoretic „Bolyai Farkas” (2004).

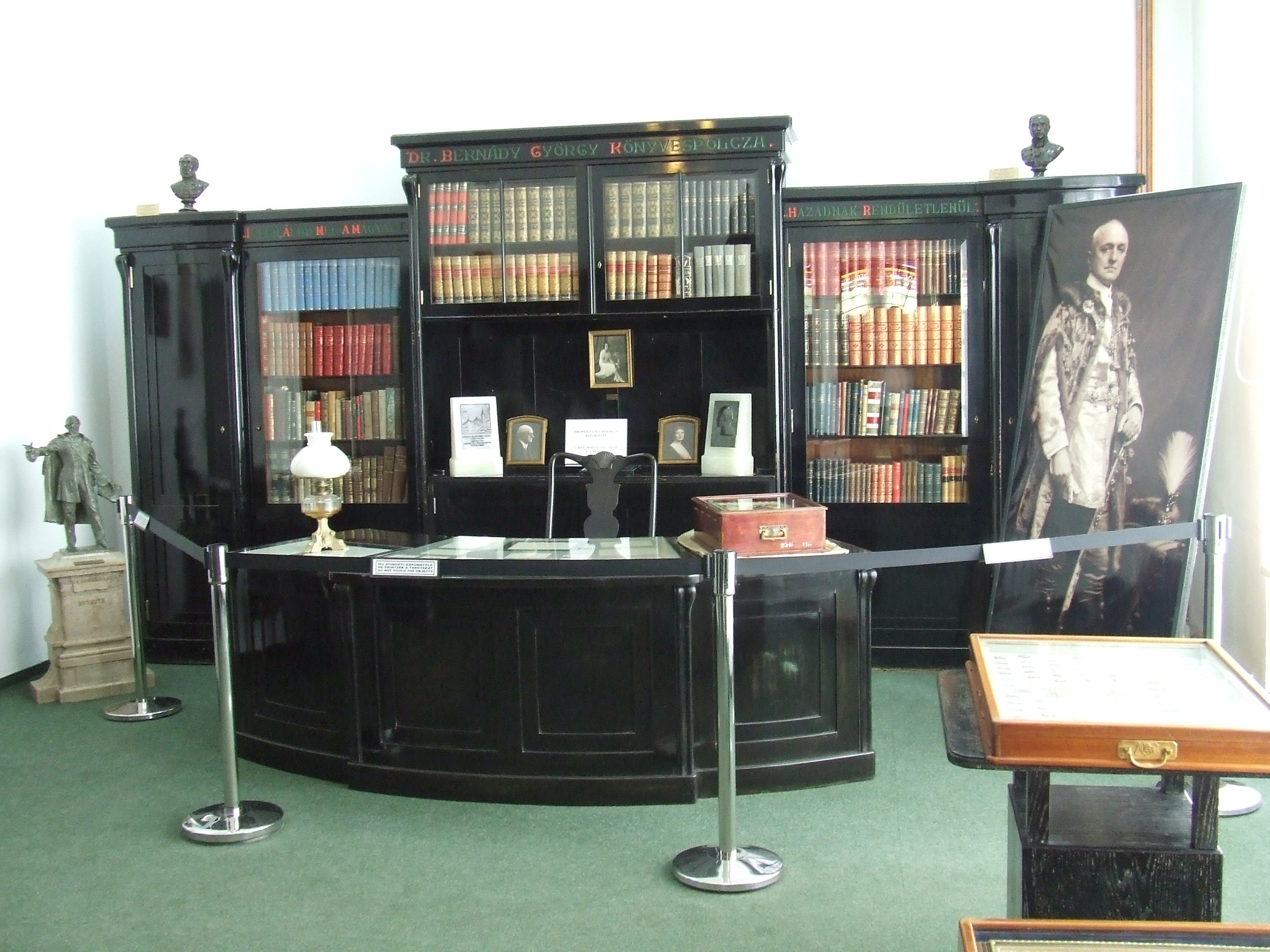
Sala memorială „Bernády György” în Palatul Culturii
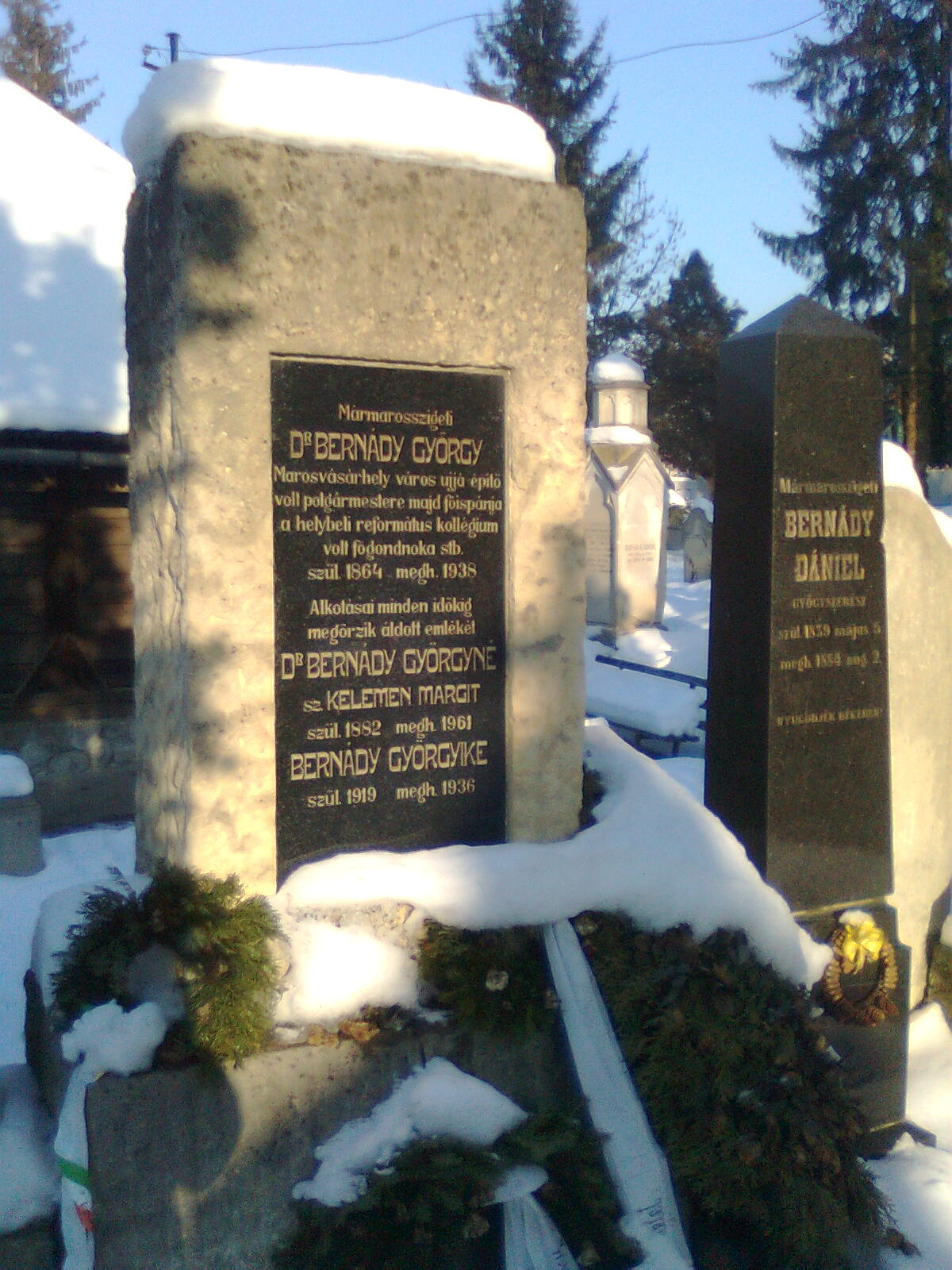
Mormântul în Cimitirul Reformat din Târgu Mureș
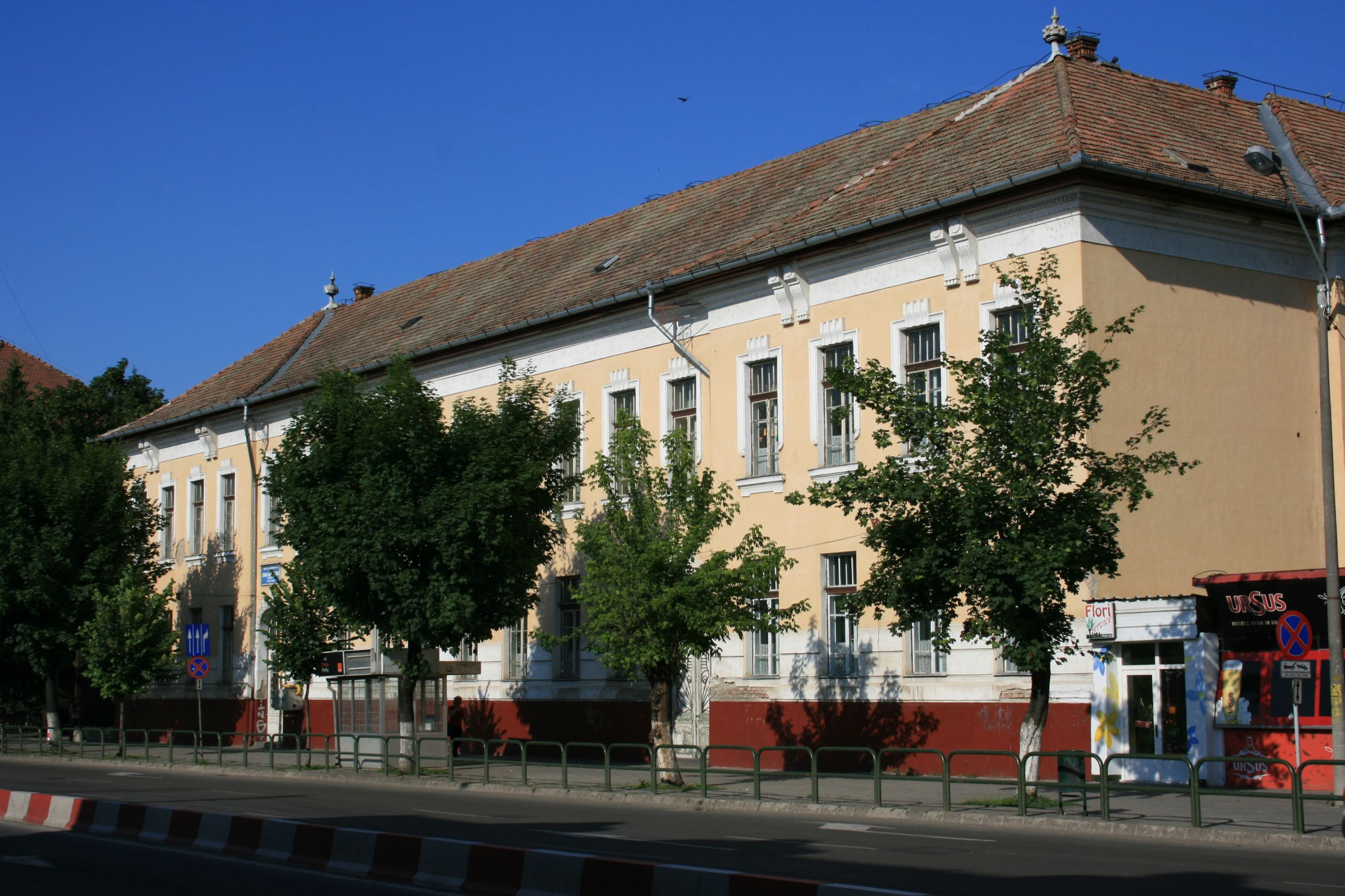
Școala Gimnazială „dr. Bernády György”
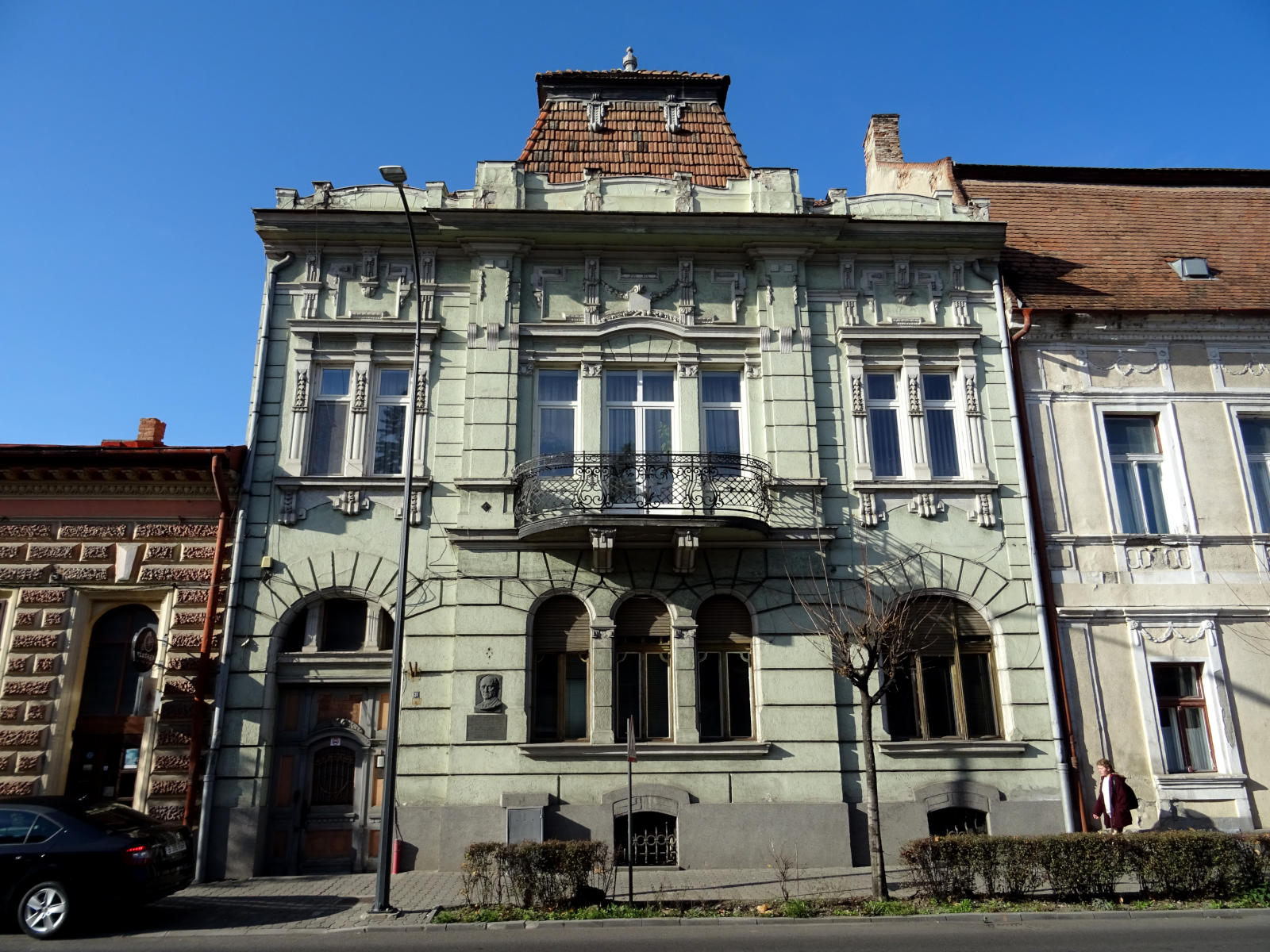
Casa primarului din strada Revoluției, nr.31 (Târgu Mureș)
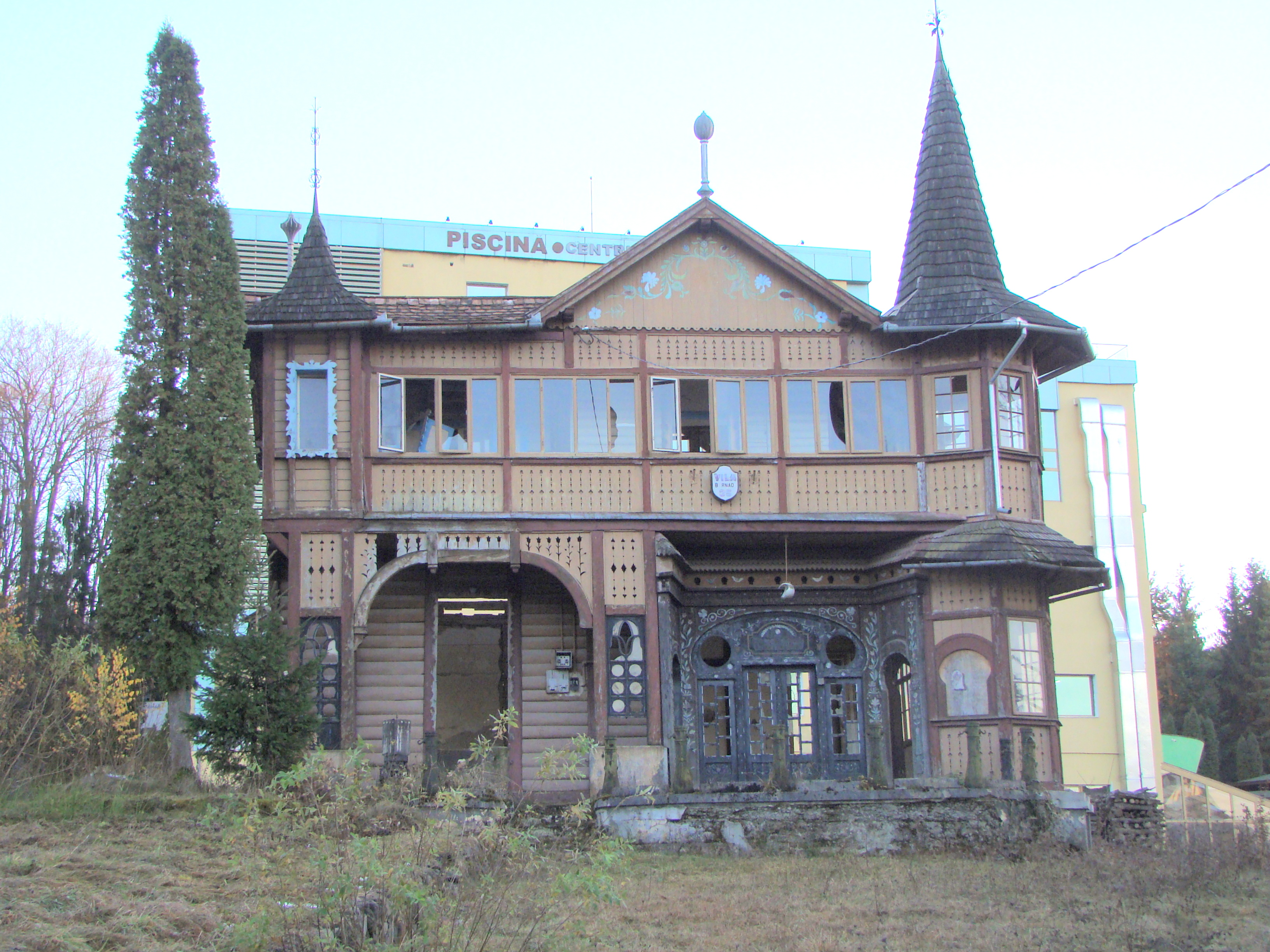
Vila Bernády din Sovata